# Charles Lyttelton (8. wicehrabia Cobham)
Charles Lyttelton, 8. wicehrabia Cobham (ur. 27 października 1842 w Stourbridge - zm. 9 czerwca 1922 tamże) – brytyjski arystokrata i polityk, członek Partii Liberalnej. W latach 1868–1874 poseł do Izby Gmin, a następnie od 1876 aż do śmierci członek Izby Lordów.

## Życiorys
Ukończył Eton College i w Trinity College na Uniwersytecie Cambridge. W 1868 został wybrany do Izby Gmin w okręgu wyborczym East Worcestershire, kandydując z ramienia Partii Liberalnej. Opuścił parlament w 1874, lecz powrócił do niego już dwa lata później jako członek izby wyższej, gdy odziedziczył po swoim zmarłym ojcu tytuł barona Lyttelton. W 1889 otrzymał wyższy tytuł wicehrabiego Cobham, który przypadł mu w spadku po jego kuzynie księciu Buckingham i Chandos. Zmarł w swojej rodowej rezydencji w Stourbridge w czerwcu 1922 w wieku 79 lat, tytuły odziedziczył po nim jego najstarszy syn John.
Współcześnie lord Cobham jest pamiętany przede wszystkim ze względu na swojego wnuka Humphreya Lytteltona, znanego brytyjskiego muzyka jazzowego. Zarówno lord Cobham, jak i jego pięciu braci, a także inni członkowie rodziny, występowali też w najwyższych klasach rozgrywkowych brytyjskiego krykieta.